# 国鉄900形蒸気機関車

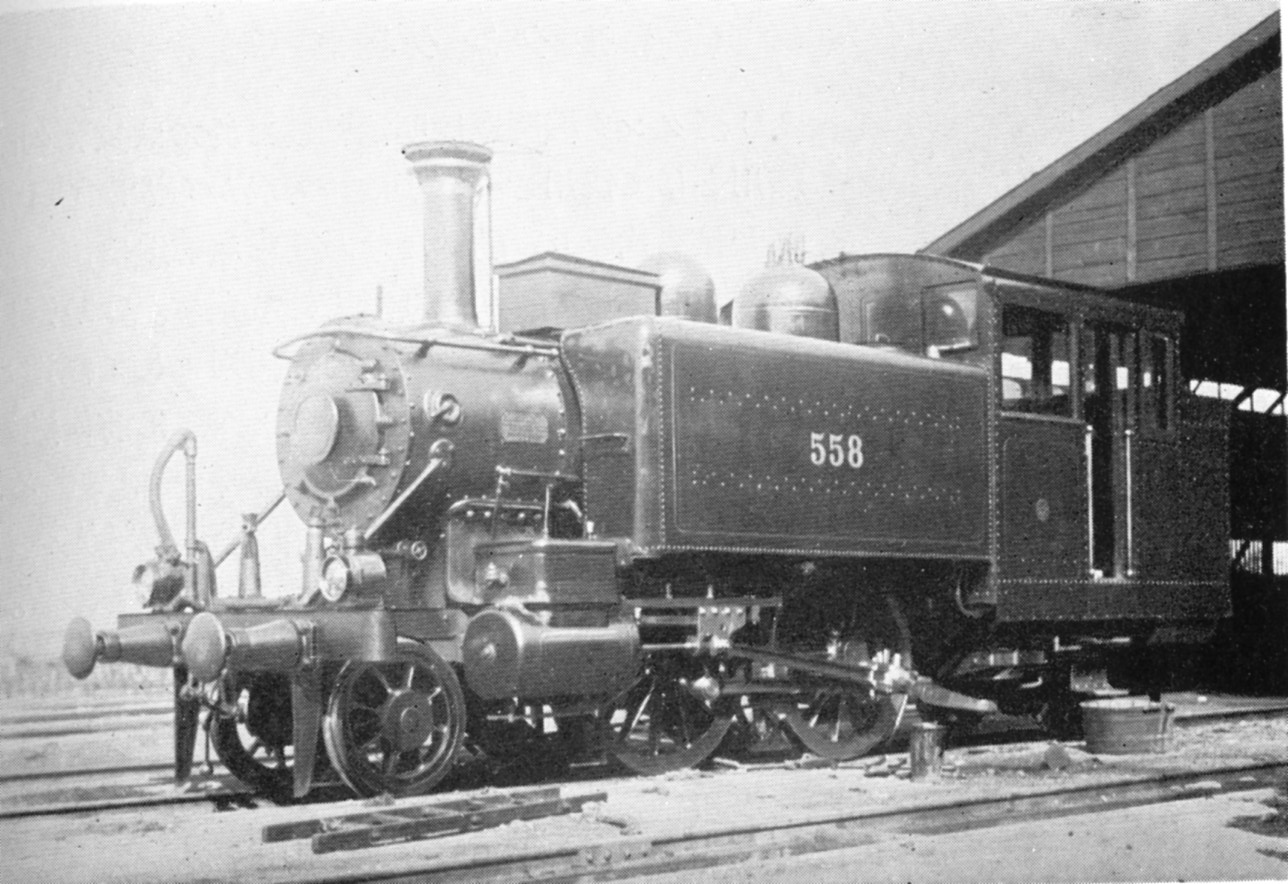
日本鉄道 558（後の鉄道院 908）

900形は、かつて日本国有鉄道（国鉄）およびその前身である鉄道院・鉄道省等に在籍したタンク式蒸気機関車である。
もとは、日本鉄道がアメリカ合衆国のスケネクタディ社(Schenectady Locomotive Works)から1898年（明治31年）に輸入した近距離快速運転用機関車で、1906年（明治39年）の国有化により官設鉄道に編入されたものである。

## 概要
1893年（明治26年）8月に上野から秋葉原経由で中央停車場（東京駅）に至る高架線の建設を出願した日本鉄道が、中央停車場から赤羽、大宮に至る郊外列車の運転を計画した際に、スケネクタディ社に発注した車軸配置2-4-2(1B1)、2気筒単式の飽和式タンク機関車で、1898年に26両（製造番号4863 - 4888）が製造、輸入された。日本鉄道では、S2/4形（550 - 575）と称された。
動輪直径が大きく、固定軸距が短い(1,676mm)ため、小回りの利く快速な機関車で、同コンセプトにより山陽鉄道がボールドウィン社で製造した950形と並び称される存在である。動輪直径は950形よりも小さい1,422mmであったが、これは当時の本線旅客列車用機関車であるB2/5形（後の6600形）と合わせたものと思われる。運転室は密閉型で、ボイラーの火室は動輪の後部に置かれて大部分が運転室の中に収まっており、煙室側部からは支柱（ブレース）が伸びて、前端梁を支えている。
ボイラーは細く、大型の側水槽によって煙室部以外は側面からは見えない。運転室に接近した第2缶胴上に汽笛と安全弁を併設した蒸気ドームが設けられており、砂箱はその前部に設置されている。側水槽は角型であるが隅部に丸みが付けられている。

### 主要諸元
- 全長：9,449mm
- 全高：3,682mm
- 全幅：2,489mm
- 軌間：1,067mm
- 車軸配置：2-4-2(1B1)
- 動輪直径：1,422mm(4ft8in)
- 弁装置：スチーブンソン式アメリカ型

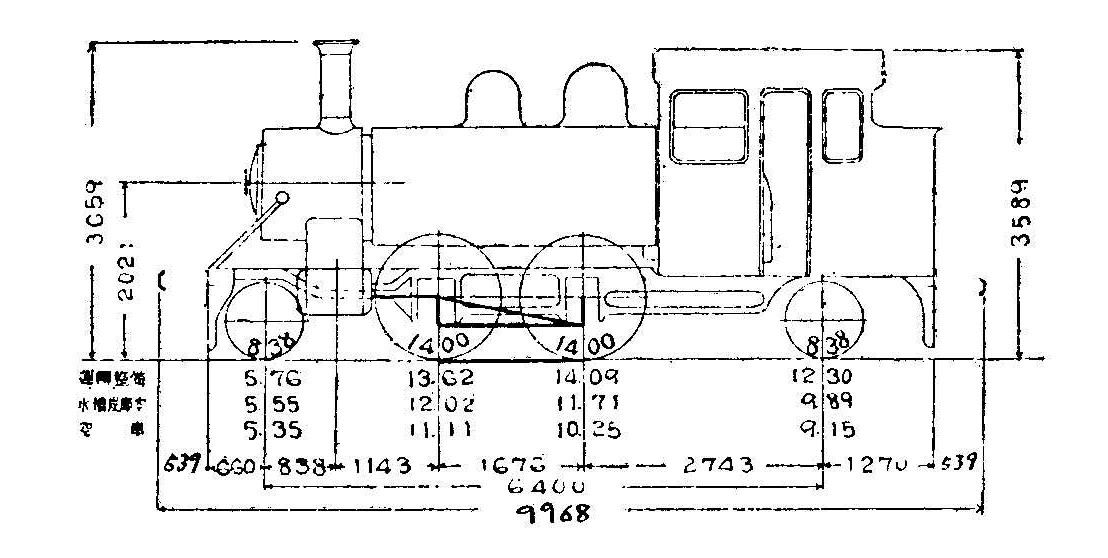
形式図

- シリンダー（直径×行程）：356mm×559mm
- ボイラー圧力：12.7kg/cm2
- 火格子面積：1.67m2
- 全伝熱面積：77.8m2
  - 煙管蒸発伝熱面積：71.5m2
  - 火室蒸発伝熱面積：6.3m2
- ボイラー水容量：2.3m3
- 小煙管（直径×長サ×数）：45mm×3,223mm×159本
- 機関車運転整備重量：45.77t
- 機関車空車重量：35.86t
- 機関車動輪上重量（運転整備時）：27.71t
- 機関車動輪軸重（第2動輪上）：14.09t
- 水タンク容量：4.5m3
- 燃料積載量：1.83t
- 機関車性能
  - シリンダ引張力（0.85P）：5,380kg
- ブレーキ装置：手ブレーキ、真空ブレーキ → 空気ブレーキ

## 経歴
配属は田端、大宮、宇都宮で、主に東北線の上野 - 大宮間で使用されたが、山手線では使用されず、一部は田端 - 隅田川間の貨物列車の牽引にも使用された。しかし、中央停車場は官設のため、いつ完成するかわからなかったため、余剰車の一部は水戸に転用された。水戸の配置車が常磐線で使用されたのか、水戸線で使用されたのかは不明である。1906年5月末時点の配置は次のとおりである。
- 上野（2両） - 567, 568
- 田端（12両） - 552, 553, 555, 556, 561, 563, ※564, 569, 570 - 572, 575（※は入換専用）
- 大宮（1両） - 566
- 水戸（8両） - 550, 551, 554, 558 - 560, 562, 574
- 転用先未定（1両） - 573
- 工場入場中（2両） - 557, 565

1909年（明治42年）、私設鉄道国有化を受けて制定された鉄道院の車両形式称号規程では、900形とされ、900 - 925と改称された。鉄道院では、いずれも東部鉄道管理局の配置となったが、移動はあまり行なわれなかった。これは、実測の結果、最大軸重が14tを超えることが判明し、転用先が限定されたためであった。1931年（昭和6年）に908, 909, 912が廃車され、残りの23両の配置は次のとおりであった。入換専用が11両、第1種休車、第2種休車が各6両で、営業列車に使用されているものは、この時点で1両もなくなっている。（※は入換専用、下線は第1種休車、*下線は第2種休車）
- 田端（10両） - ※903, *910, ※911, ※913, 914, 915, ※916, 917, 918, 919
- 水戸（7両） - ※900, *901, *904, 920, ※921, *922, ※923
- 小山（2両） - *924, *925
- 横川（2両） - ※902, ※906
- 軽井沢（1両） - ※905
- 大井工場（1両） - ※907

その後、1935年（昭和10年）3月末までに休車のうち914を除く11両と905, 916が廃車され、残り10両のうち各1両を横川、軽井沢に残して、8両が田端に集められた。これは、隅田川駅構内に日本鉄道以来の急曲線が残っており、固定軸距の小さい本形式でなければ入線できなかったためといわれている。この頃には、火の粉の飛散防止のため、煙突先端部にダイヤモンド・スタック型の火の粉止めが設置されており、密閉型の運転室内の温度を下げるため、側面窓下に通気口が設けられるなどの改造が行なわれていた。
この10両体制で太平洋戦争後まで残り、1950年（昭和25年）9月末には3両（900, 903, 911）を除く7両（902, 907, 913, 914, 916, 921, 923）が田端で入換用に使用されていた。しかし老朽化も進み主台枠に亀裂が入るようになると隅田川駅構内の線路を改良して2120形に置き換えて廃車が進み、1953年（昭和28年）には隅田川用品庫の構内で使用するために902, 914, 921の3両が残るのみとなった。そしてDD11形ディーゼル機関車が配置されるようになると1954年（昭和29年）末には第一種休車となり、1955年（昭和30年）1月に廃車され、消滅した。このとき機関車にしめ縄を張り、神酒や供物を供え神職による祝詞奏上の後、職員代表の告別感謝の辞と一同の玉串拝礼があり告別式をおこなったという。なお保存車はない。

## 譲渡
軸重が大きかったこともあり、払下げは1940年（昭和15年）に八幡製鉄所に移った1両（915）のみである。同所では353とされ、先輪を撤去して0-4-2(B1)形として使用されたが、側水槽、蒸気ドーム、砂箱の交換や運転室の切開など原形をほとんど留めない無残な姿となっていた。
また、譲渡でないが流山鉄道が1948年（昭和23年）に923を借入したものの、線路をひどく損傷したという。